# Two Cities Films
Two Cities Films era una casa di produzione cinematografica britannica. Fu fondata nel 1937 dai produttori italiani Filippo Del Giudice e Mario Zampi, col progetto di realizzare film sia a Londra che a Roma, da cui derivò il nome della compagnia.
Two Cities produsse numerosi classici del cinema inglese, fra cui Eroi del mare (1942), popolare film bellico realizzato da Noël Coward, Sesso gentile (1943) di Leslie Howard, La famiglia Gibbon (1944) di David Lean, La via della gloria (1944) di Carol Reed, Enrico V (1945) di Laurence Olivier, The Way to the Stars (1945) di Anthony Asquith e Spirito allegro (1945) di David Lean.
A metà degli anni Quaranta, Two Cities entrò a far parte della Rank Organisation; in questo periodo produsse film importanti come Fuggiasco (1947), Amleto (1948) e Vice versa (1948).

## Filmografia
- Stepping Toes, regia di John Baxter (1938)
- 13 Men and a Gun, regia di Mario Zampi (1938)
- Il francese senza lacrime (French Without Tears), regia di Anthony Asquith (1940)
- Spy for a Day, regia di Mario Zampi (1940)
- Freedom Radio, regia di Anthony Asquith (1941)
- Unpublished Story, regia di Harold French (1942)
- Eroi del mare (In Which We Serve), regia di Noël Coward e David Lean (1942)
- Sesso gentile (The Gentle Sex), regia di Leslie Howard (1943)
- It's Just the Way It Is, regia di Leslie Fenton (1943)
- Missione eroica (The Flemish Farm), regia di Jeffrey Dell  (1943)
- Nuovo orizzonte (The Demi-Paradise), regia di Anthony Asquith (1943)
- La lampada arde (The Lamp Still Burns), regia di Maurice Elvey (1943)
- Out of Chaos, regia di Jill Craigie (1944)
- Tawny Pipit, regia di Bernard Miles, Charles Saunders (1944)
- La famiglia Gibbon (This Happy Breed), regia di David Lean (1944)
- La via della gloria (The Way Ahead), regia di Carol Reed (1944)
- English Without Tears, regia di Harold French (1944)
- Mr. Emmanuel, regia di Harold French (1944)
- Don't Take It to Heart, regia di Jeffrey Dell (1944)
- Enrico V (Henry V), regia di Laurence Olivier (1944)
- Spirito allegro (Blithe Spirit), regia di David Lean (1945)
- The Way to the Stars, regia di Anthony Asquith (1945)
- The Way We Live
- Felicità proibita (Beware of Pity), regia di Maurice Elvey (1946)
- Men of Two Worlds, regia di Thorold Dickinson (1946)
- School for Secrets, regia di Peter Ustinov (1946)
- Carnevale
- Vendetta
- Fuggiasco (Odd Man Out), regia di Carol Reed (1947)
- Prigioniero della paura (The October Man), regia di Roy Ward Baker (1947)
- Fame Is the Spur, regia di Roy Boulting (1947)
- Il segreto del castello (Uncle Silas), regia di Charles Frank (1947)
- Il marchio di Caino (The Mark of Cain), regia di Brian Desmond Hurst (1947)
- Vice versa, regia di Peter Ustinov (1948)
- One Night with You, regia di Terence Young (1948)
- Amleto (Hamlet), regia di Laurence Olivier (1948)
- Mr. Perrin and Mr. Traill, regia di Lawrence Huntington (1948)
- The Weaker Sex, regia di Roy Ward Baker (1948)
- Vagone letto per Trieste (Sleeping Car to Trieste), regia di John Paddy Carstairs (1948)
- La diva in vacanza (Woman Hater), regia di Terence Young (1948)
- It's Hard to Be Good, regia di Jeffrey Dell (1948)
- The History of Mr. Polly
- L'allegro moschettiere (Cardboard Cavalier), regia di Walter Forde (1949)
- The Perfect Woman
- Adamo ed Evelina (Adam and Evelyne), regia di Harold French (1949)
- Il duca e la ballerina (Trottie True), regia di Brian Desmond Hurst (1949)
- Rivederti ancora (Madness of the Heart) (1949), regia di Charles Bennett
- The Chiltern Hundreds, regia di John Paddy Carstairs (1949)
- The Rocking Horse Winner
- They Were Not Divided, regia di Terence Young (1950)
- The Reluctant Widow, regia di Bernard Knowles (1950)
- Prelude to Fame, regia di Fergus McDonell (1950)
- Estremamente pericoloso (Highly Dangerous), regia di Roy Baker (1950)
- Gigolò e Gigolette (Encore), regia di Harold French, Pat Jackson e Anthony Pelissier (1951)
- M7 non risponde (The Net), regia di Anthony Asquith (1953)
- La voce della calunnia (Personal Affair) (1953), regia di Anthony Pelissier
- Precipitevolissimevolmente (Trouble in Store), regia di John Paddy Carstairs (1953)
- Pianura rossa (The Purple Plain), regia di Robert Parrish  (1953)
- La ragazza dei miei sogni (One Good Turn), regia di John Paddy Carstairs (1955)
- Due inglesi a Parigi (To Paris with Love), regia di Robert Hamer (1955)